# Fußballnationalmannschaft der Nördlichen Marianen (Frauen)
Die Frauenfußballnationalmannschaft der Nördlichen Marianen ist eine Auswahlmannschaft der Northern Mariana Islands Football Association, die das Territorium der Nördlichen Marianen auf internationaler Ebene bei Frauen-Länderspielen vertritt. Die Mannschaft nahm bislang nur an der Qualifikation zur Ostasienmeisterschaft teil, jedoch nicht an Asienmeisterschaften. Eine Teilnahme an Weltmeisterschaften ist nicht möglich, da der Verband kein FIFA-Mitglied ist.

## Geschichte
Ihr erstes Spiel absolvierte die Mannschaft im Jahr 2007. Das Spiel gegen Guam wurde mit 0:7 verloren. Bei der Qualifikation zur Ostasienmeisterschaft 2010 verloren die Nördlichen Marianen alle Spiele gegen Guam, Hongkong, Südkorea und Taiwan. In der ersten Qualifikationsrunde zur Ostasienmeisterschaft 2013 wurden ebenso beide Spiele gegen Guam und Hongkong verloren. Auch die Qualifikation zur Ostasienmeisterschaft 2015 gelang nicht, nachdem in der ersten Qualifikationsrunde zwar ein Sieg gegen Macau erzielt, allerdings das Spiel gegen Guam verloren wurde. Bei der ersten Qualifikationsrunde zur Ostasienmeisterschaft 2017 wurde ein Unentschieden gegen Macau erzielt und das Spiel gegen Guam verloren, womit die Qualifikation erneut nicht gelang. Für die Ostasienmeisterschaft 2019 konnte man sich nach zwei Unentschieden gegen Macau und Guam und einer Niederlage gegen die Mongolei in der ersten Qualifikationsrunde ebenfalls nicht qualifizieren.

## Turniere

### Weltmeisterschaft
- 1991 bis 2027: Kein FIFA-Mitglied

### Asienmeisterschaft
- 1975 bis 2008: Kein AFC-Mitglied
- 2010 bis 2018: Nicht zugelassen
- 2022 bis 2026: Nicht teilgenommen

### Ostasienmeisterschaft
- 2005 bis 2008: Kein EAFF-Mitglied
- 2010: Nicht qualifiziert
- 2013: Nicht qualifiziert
- 2015: Nicht qualifiziert
- 2017: Nicht qualifiziert
- 2019: Nicht qualifiziert
- 2022: Nicht teilgenommen
- 2025: Nicht qualifiziert